# DaRon Holmes II
DaRon Rodrick Holmes II  (Overland Park, Kansas, 15 de agosto de 2002) es un baloncestista estadounidense que pertenece a la plantilla de los Denver Nuggets de la NBA. Con 2,08 metros de estatura, juega en la posición de ala-pívot.

## Trayectoria deportiva

### Universidad
Jugó tres temporadas con los Flyers de la Universidad de Dayton, en las que promedió 17,1 puntos, 7,5 rebotes, 2,1 tapones y 1,9 asistencias por partido. En su primera temporada fue elegido rookie del año de la Atlantic 10 Conference e incluido en el mejor quinteto defensivo de la conferencia.
Ya en su tercera temporada fue elegido Co-Jugador del Año de la A-10, e incluido en el segundo quinteto All-American consensuado. El 30 de mayo de 2024 se declaró elegible para el Draft de la NBA.

#### Estadísticas
| Año     | Equipo | PJ  | PT  | MPP  | %TC  | %3P  | %TL  | RPP | APP | ROB | TPP | PPP  |
| ------- | ------ | --- | --- | ---- | ---- | ---- | ---- | --- | --- | --- | --- | ---- |
| 2021–22 | Dayton | 35  | 35  | 30.7 | .649 | .143 | .586 | 6.1 | 1.3 | .4  | 2.3 | 12.8 |
| 2022–23 | Dayton | 34  | 34  | 34.3 | .590 | .316 | .669 | 8.1 | 1.7 | .7  | 1.9 | 18.4 |
| 2023–24 | Dayton | 33  | 33  | 32.5 | .544 | .386 | .713 | 8.5 | 2.6 | .9  | 2.1 | 20.4 |
| Total   | Total  | 102 | 102 | 32.5 | .588 | .358 | .671 | 7.5 | 1.9 | .7  | 2.1 | 17.1 |

### Profesional
El 26 de junio fue elegido en la vigésimo segunda posición del Draft de la NBA de 2024 por los Phoenix Suns, pero esa misma noche fue enviado a los Denver Nuggets a cambio de las elecciones 28 y 56, junto con sendas segundas rondas de 2026 y 2031. Durante la pretemporada, mientras disputaba la NBA Summer League, sufría un desgarro en el tendón de Aquiles, que le haría perderse toda la temporada.